# Chiusura a strappo
Per chiusura a strappo si intende un sistema di fissaggio manuale caratterizzato da due superfici piane che possono essere attaccate e staccate facilmente in qualunque momento. Una delle due parti è disseminata da minuscoli ganci, mentre l'altra presenta degli anelli di dimensioni ancora più ridotte. 
Spesso, e non solo in lingua italiana, questo tipo di chiusura viene chiamato con il nome commerciale vèlcro (dal francese vel(ours) "velluto" e cro(chet) "gancio, uncino"), marchio registrato della Velcro, azienda britannica che lanciò questo sistema alla fine degli anni '50.

## Storia

### Origini
Durante l'estate del 1941 dopo essere tornato da una battuta di caccia sulle Alpi con il suo cane, George de Mestral, ingegnere svizzero che inventò il sistema di chiusura a strappo, si accorse che i fiori di cardo alpino erano rimasti attaccati ai suoi vestiti e al pelo del suo cane. Dopo averli analizzati al microscopio, si accorse che le pianticelle erano dotate di centinaia di ganci capaci di fissarsi agli indumenti, al pelo degli animali, e ai capelli. In quel momento, pensò quindi che fosse possibile far sì che, se messe a contatto, una superficie composta da minuscoli ganci, e un'altra dotata di anelli, potessero aderire fra loro.
Mestral giunse a Lione, che era all'epoca un importante polo dell'industria tessile, ma la sua idea venne respinta dai leader del settore. Grazie all'aiuto di un tessitore che si servì dei disegni dell'ingegnere, de Mestral riuscì a creare due strisce di cotone capaci di aderire se avvicinate l'un l'altra. Nonostante ciò, il cotone si logorò dopo poco tempo. L'ingegnere provò a servirsi di fibre sintetiche pensando che fossero più resistenti, e utilizzò il nylon in quanto non si sfilaccia, resiste alla muffa e all'acqua, non è biodegradabile, e da esso se ne possono ricavare fili di vario spessore. Dal momento che il nylon era stato inventato da pochi anni, de Mestral dovette fare molti tentativi prima di riuscire a inventare una chiusura a strappo efficiente servendosi di quel materiale.
Nel 1951, de Mestral brevettò il "velcro", una parola macedonia composta dai termini francesi velours ("velluto") e crochet ("uncino"). La sua invenzione venne approvata nel 1955. Nello stesso anno inaugurò l'azienda Velcro.

### Il successo

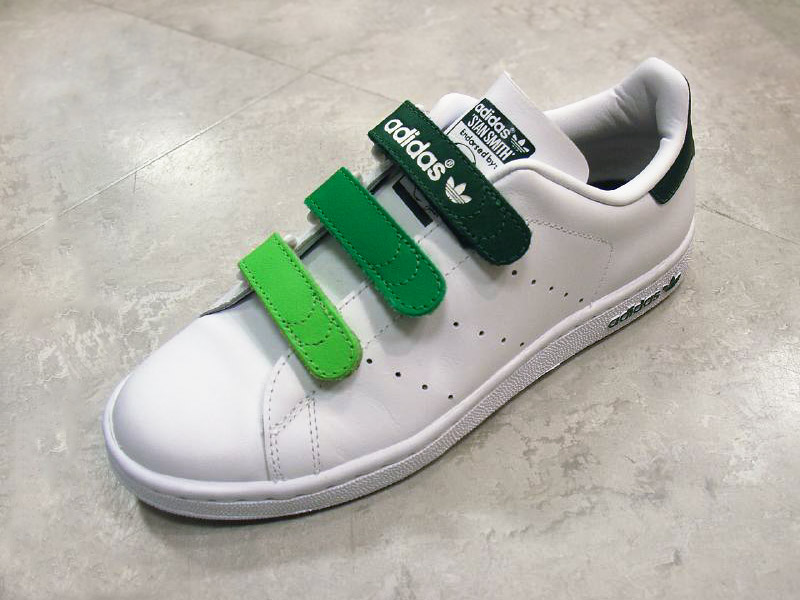
Scarpa con sistema di chiusura a strappo

Nel giro di pochi anni, la Velcro aprì diversi negozi in Germania, Svizzera, Gran Bretagna, Svezia, Italia, Paesi Bassi, Belgio e Canada. Nel 1957, aprì uno stabilimento a Manchester, nel New Hampshire.
Negli USA, una delle prime persone a menzionare la chiusura a strappo fu l'editorialista Sylvia Porter che, in un suo articolo apparso nel 1958 nella sua colonna Your Money's Worth, considerava il sistema di chiusura a strappo più rivoluzionario della cerniera lampo. La Velek di Montreal acquisì l'esclusiva per commercializzare il prodotto nelle Americhe e in Giappone. Il marchio Velcro ebbe molto successo a partire dalla fine degli anni cinquanta nell'ambito della moda: vennero infatti prodotte linee di abbigliamento per bambini che avevano delle chiusure a strappo, e i capi dell'azienda svizzera vennero esibiti durante una sfilata tenuta all'hotel Waldorf-Astoria di New York. Inoltre, il metodo attacca-strappa venne adottato dagli astronauti.
Nel 1978, anno di scadenza del brevetto di de Mestral, varie aziende taiwanesi, cinesi e sudcoreane lanciarono sul mercato delle imitazioni della chiusura a strappo.
Nel 1999 George de Mestral venne inserito nella National Inventors Hall of Fame per la sua invenzione.

## Caratteristiche
Le aperture a strappo trovano oggi molte applicazioni su vestiti, calzature, borse e altri vestiti e accessori pieghevoli. Benché le due parti che compongono il sistema di chiusura a strappo vengano solitamente incollate e/o cucite entrambe sui capi di abbigliamento, si possono utilizzare anche per far aderire alcune componenti rigide sugli abiti. Oggi le due parti che caratterizzano le aperture a strappo sono in nylon e poliestere. Tuttavia, in ambito aerospaziale, si utilizzano aperture a strappo in teflon, poliestere, e vetro. Il sistema di fissaggio non funziona per agganciare fra loro due superfici se una delle due esercita una forza di trazione troppo forte.